# 송림 김씨
송림 김씨(松林金氏)는 경기도 장단을 본관으로 하는 한국의 성씨이다.
시조 김승위(金承威)는 신라 경순왕의 넷째 아들 김은열(金殷說)의 16세손이라고 한다.

## 참고 자료
- “송림김씨(松林金氏)”. 뿌리를 찾아서.[깨진 링크(과거 내용 찾기)]